# Françoise Laurent-Perrigot
Pour les articles homonymes, voir Laurent.
Françoise Laurent-Perrigot, née Perrigot, est une femme politique française, née le 27 février 1950 à Nîmes.

## Biographie

### Carrière politique
Françoise Arlette Jacqueline Perrigot est la fille d'Arlette Castanet, elle-même fille de Léon Castanet, et de Francis Perrigot, conseiller général du Gard pour le canton de Lédignan jusqu'à sa mort en 1981.
Son frère, Jean-Jacques Perrigot, a été directeur général adjoint des services, du conseil général puis départemental, tandis que son ancienne belle-sœur, sa fille Stéphanie, son gendre et la mère de ce dernier, ainsi que son neveu et sa compagne travaillent aussi au sein de cette instance.
Elle fait ses classes à l'école de l'Oratoire, puis au lycée Montaury.
Après des débuts comme rédactrice principale à la mairie de Nîmes, elle exerce elle-même la profession de chef des services Festivités, puis Retraite . Elle est exploitante agricole , comme son époux Jean-Claude Laurent,.
En 1981, elle succède à son père comme conseillère générale, à la faveur d'une élection partielle.
En 1985, elle est suspendue un temps du PS pour « indiscipline », ayant conservé son soutien au président du conseil général Gilbert Baumet. La même année, elle est élue maire d'Aigremont, bien qu'elle réside à Savignargues.
En mars 2001, impliquée dans l'affaire des offices départementaux, elle est condamnée à dix mois de prison avec sursis et 30 000 francs d'amende pour emploi fictif, vivant alors, à l'en croire, un « épisode vraiment dur ». Le 20 septembre 2001, la commission permanente du conseil général du Gard décide cependant d'une remise gracieuse totale des sommes qu'elle devait.
Elle remporte à nouveau le canton de Lédignan en 2004, étant opposée au second tour à Marie-Line Monjiols.
Elle est élue sénatrice du département du Gard lors des élections sénatoriales du 21 septembre 2008. Son suppléant est Laurent Pons, conseiller général du canton d'Alzon et maire de Vissec.
Membre du PS depuis 41 ans, elle en est exclue pour deux ans en mars 2010 à la suite de sa candidature aux élections régionales sur la liste conduite par Georges Frêche,. Elle est cependant réintégrée dès le 15 février 2011.
Toujours en 2010, elle démissionne de la mairie d'Aigremont au profit de son cousin germain Claude Castanet.
En mars 2011, au second tour des élections cantonales, elle est réélue conseillère générale du canton de Lédignan avec 100 % des suffrages exprimés (hors blancs et nuls), son adversaire du premier tour Bernard Clément ayant retiré sa candidature en sa faveur.
Lors des élections sénatoriales de 2014, dans un contexte de progression de l'UMP, elle perd son siège à la Haute Assemblée.
En 2015, lors des premières élections départementales dans le Gard, elle est élue, en tandem avec Olivier Gaillard, conseillère départementale du canton de Quissac, face au duo FN composé d'Olivier Rolland et Sylvie Vignon. Le 2 avril, elle réintègre l'exécutif départemental comme vice-présidente, avec la délégation au haut débit.
Le 27 novembre 2020, après la démission de Denis Bouad, elle devient la première femme présidente du conseil départemental.

## Synthèses des mandats
- Depuis 2010 : Conseillère municipale d'Aigremont
- 1985 - 2011 et depuis 2015 : Vice-présidente du conseil général puis départemental du Gard
- Depuis 1981 : Conseillère générale puis départementale du Gard, élue du canton de Lédignan puis du canton de Quissac
- 2008 - 2014 : Sénatrice du Gard ; membre du groupe socialiste
- 1985 - 2010 : Maire d'Aigremont
- ?   - 2012 : Présidente de la communauté de communes autour de Lédignan
- 1997 - 1998 : Conseillère régionale de Languedoc-Roussillon